# Newcastle Jets Football Club (femenino)
El Newcastle Jets Football Club es un club de fútbol femenino australiano con sede en Newcastle, Nueva Gales del Sur. Es la sección femenina del Newcastle Jets de la A-League masculina. Fue fundado en 2008 y juega en la A-League Women, máxima categoría del fútbol femenino en Australia. Juega como local en el McDonald Jones Stadium, con una capacidad para 33.000 espectadores.

## Temporadas
| Temporada | Posición | Eliminatorias |
| --------- | -------- | ------------- |
| 2008-09   | 2.º      | Semifinales   |
| 2009      | 8.º      | -             |
| 2010-11   | 6.º      | -             |
| 2011-12   | 5.º      | -             |
| 2012-13   | 7.º      | -             |
| 2013-14   | 8.º      | -             |
| 2014      | 5.º      | -             |
| 2015-16   | 6.º      | -             |
| 2016-17   | 5.º      | -             |
| 2017-18   | 3.º      | -             |
| 2018-19   | 7.º      | -             |
| 2019-20   | 9.º      | -             |
| 2020-21   | 8.º      | -             |
| 2021-22   | 8.º      | -             |
| 2022-23   | 10.º     | -             |